# Кивотос
 Тази статия е за гревенското село в Гърция.  За дебърското село в Северна Македония вижте Кривци.  
Кивотос или Кривци (на гръцки: Κιβωτός; до 1927 година: Κρίφτσι, Крифци), е село в Република Гърция, в дем Гревена, област Западна Македония.

## География
Селото е разположено на около 15 километра северно от град Гревена, край главния път за Неаполи (Ляпчища). На север граничи с населишкото село Панарети.

## Етимология
Името Кривци идва от прилагателното крив, вероятно свързано с някаква характеристика на жителите от типа на „криво работят“. Село със същото име Кривци има в Дебърско, Северна Македония.

### В Османската империя
В края на ХІХ век Кривци е мюсюлманско гръкоезично село в Гребенската каза на Османската империя. Според статистиката на Васил Кънчов в 1900 година в Кривци живеят 500 валахади (гръкоезични мюсюлмани), 160 гърци християни и 50 цигани.
На Етнографската карта на Битолския вилает на Картографския институт в София от 1901 година Крувци (Корфица) е смесено село гърци християни и гърци мохамедани в Гревенската каза на Серфидженския санджак със 135 къщи.
Според статистика на Серфидженския санджак на гръцкото консулство в Еласона от 1904 година в Кривци (Κρίφτσι), Гревенска каза, живеят 1250 валахади.

### В Гърция
През Балканската война в 1912 година в селото влизат гръцки части и след Междусъюзническата в 1913 година Кривци остава в Гърция.
В средата на 20-те години населението на селото е изселено в Турция по силата на Лозанския договор и на негово място са заселени гърци бежанци от Турция. В 1928 година селището е представено като изцяло бежанско с 334 семейства или 1303 или 1003 жители.
През 1927 година името на селото е сменено на Кивотос.
Населението произвежда жито, тютюн, като се занимава частично и със скотовъдство.
| Име     | Име      | Ново име  | Ново име   | Описание                                          |
| ------- | -------- | --------- | ---------- | ------------------------------------------------- |
| Сефкет  | Σεφτέκ   | Касомулис | Κασομούλης | проход СЗ от Кивотос                              |
| Карагач | Καραγάτς | Фтелия    | Φτελιά     | местност И от Кивотос, между Полидендро и Кокиния |

| Година    | 1913 | 1920 | 1928 | 1940 | 1951 | 1961 | 1971 | 1981 | 1991 | 2001 | 2011 | 2021 |
| --------- | ---- | ---- | ---- | ---- | ---- | ---- | ---- | ---- | ---- | ---- | ---- | ---- |
| Население | 970  | 897  | 885  | 992  | 782  | 816  | 561  | 577  | 565  | 708  | 417  | 331  |